# Sindarin

Ordet edhellen som på sindarin betyder 'alviska'.

Sindarin (IPA: ['sindarin]) är ett språk som skapades av J.R.R. Tolkien för hans fiktiva värld Arda. Språket talas av det alviska folket sindar, de teleri som blev kvar i Beleriand under den långa marschen från Cuiviénen till Valinor. Det kom med tiden att breda ut sig och bli ett gemensamt språk för samtliga Midgårds alver och även för flera människoätter. Sindarin är dess namn på quenya; själva kallade de sitt språk för edhellen (IPA: [ɛð'ɛl:ɛn]) 'alviska'.

## Extern historia
Tolkien modellerade sindarin efter walesiskan. Den första versionen, då kallad gnomiska, kom till då han var i 25-årsåldern, men kom med tiden att bli totalt omarbetat. Språket var först tänkt att talas av noldor men Tolkien ändrade sig sedan och lät det istället talas av sindar. Sindarin var ett språk till sin struktur mycket olik de primitiva alvspråken och för att på ett tillfredsställande sätt kunna förklara alla de förändringar språket genomgått skapade han också ett språk kallat fornsindarin.

## Intern historia
Sindarin utvecklades ur telerin som talades av teleri. Det i sin tur utvecklades, tillsammans med quenya som talades av noldor och vanyar, ur eldarin under den 250 år långa marschen från Cuiviénen mot Valinor. I Valinor fortsatte telerin att talas och behöll där många av sina drag ifrån eldarin. Hos de teleri som stannade kvar i Midgård utvecklades språket till sindarin.
I den turbulens som rådde i Midgård kom sindarin att utvecklas förhållandevis snabbt så att noldor, när de återvände till Midgård efter 3000 år, kom att finna det totalt obegripligt. De många kasus som fanns i quenya och eldarin hade successivt försvunnit och delvis ersatts av prepositioner.
Noldor var snabba att lära sig sindarin medan det gick betydligt långsammare för sindar att lära sig quenya. När kung Thingol fick veta att noldor slagit ihjäl många teleri i Alqualonde och stulit deras skepp för att kunna ta sig till Midgård förbjöd han dem att tala quenya.

## Dialekter
Under den första tidsåldern fanns flera talade dialekter av sindarin.
- Doriathrin talades i Doriath. Då platsen låg skyddad och dold kom dialekten att behålla många ålderdomliga drag och påverkades inte heller av några influenser från quenya. Dialekten dog ut när Beleriand förstördes vid den första tidsålderns slut.
- Falathrin talades av sindar i Falas, Beleriands kustregion. Det kom att anammas av noldon Finrod Felagund då denna bosatte sig i Nargothrond. Falathrin är den enda dialekt som kom att överleva och det är den som ligger till grund för den sindarin som talades i den tredje tidsåldern.
- Nordsindarin, eller mithrim, talades av de som bodde i Mithrim i nordligaste Beleriand. Det var denna dialekt som noldor kom att tala då de återvände till Midgård. under denna period kom språket att förändra snabbt på grund av influenser ifrån quenya. Det tros att Tolkien delvis baserade nordsindarin på ett annat språk kallat ilkorin som aldrig fick någon plats i hans sagovärld.

## Fonetik
Sindarin skapades för att låta walesiskt och delar till största delen samma fonem och fonotax. Språkets fonologi ligger också nära den hos fornengelska, fornnordiska och isländska.

### Vokaler
|        | Främre | Främre | Central | Central | Bakre | Bakre |
| lång   | kort   | lång   | kort    | lång    | kort  |       |
| ------ | ------ | ------ | ------- | ------- | ----- | ----- |
| Sluten | iː y:  | i y    |         |         | uː    | u     |
| Mellan | ɛː     | ɛ      |         |         | ɔː    | ɔ     |
| Öppen  |        |        | ɑː      | ɑ       |       |       |

### Diftonger
|   | i  | e  | u  |
| - | -- | -- | -- |
| a | ɑɪ̯ | ɑɛ̯ | ɑʊ̯ |
| e | ɛɪ̯ |    |    |
| o |    | ɔɛ̯ |    |
| u | uɪ̯ |    |    |

### Konsonanter
|             | Labial | Dental | Alveolar | Alveolar | Palatal | Velar | Glottal |
|             | Labial | Dental | lateral  |          | Palatal | Velar | Glottal |
| ----------- | ------ | ------ | -------- | -------- | ------- | ----- | ------- |
| Klusil      | p b    |        | t d      |          |         | k g   |         |
| Nasal       | m      |        | n        |          |         | ŋ     |         |
| Frikativa   | f v    | θ ð    | s        | ɬ        |         | x     | h       |
| Tremulant   |        |        | r̥ r      |          |         |       |         |
| Approximant |        |        |          | l        | j       | ʍ w   |         |

I äldre sindarin fanns också en mellanöppen främre rundad vokal [œ]. Den transkriberas œ och ska inte förväxlas med diftongen oe. Vokalen kom senare att uttalas [ɛ] och skrivas som e. Äldre sindarin hade även en labiodental nasal [ɱ] som transkriberas mh och som senare kom att uttalas [v].

## Grammatik
Medan eldarin var ett kraftigt syntetiskt språk, ett drag som kom att behållas av quenya, är sindarin främst analytiskt.

### Substantiv

#### Pluralbildning
Plural i sindarin bildas genom omljud (termen på sindarin är prestanneth). Anledningen är att vokalerna i orden kommit att påverkas av pluraländelsen -í i fornalviskan. När ändelsen så småningom föll bort behölls omljuden. Denna egenskap delar språket med de germanska språken, däribland svenska.
| mönster | exempel          |
| ------- | ---------------- |
| a > e   | galadh > gelaidh |
| e > e   | bereth > berith  |
| o > e   | nogoth > negyth  |
| u > y   | tulus > tylys    |
| y > y   |                  |

| mönster  | exempel           |
| -------- | ----------------- |
| a > ai 1 | aran > erain      |
| a > e 2  | narn > nern       |
| a > ai 3 | cant > caint      |
| a > ei 4 | alph > eilph      |
| â > ai   | tâl > tail        |
| e > i    | adaneth > edenith |
| ê > î    | hên > hîn         |
| i > i    | brennil > brennil |
| î > î    | dîs > dîs         |
| o > y    | brannon > brennyn |
| ô > ŷ    | thôn > thŷn       |
| u > y    | urug > yryg       |
| û > ui   | hû > hui          |
| y > y    | ylf > ylf         |
| ŷ > ŷ    | mýl > mýl         |
| au > oe  | naug > noeg       |
| aea > ei | aear > eir        |

1. följd av en konsonant
2. följd av två konsonanter
3. följd av nasal + klusil
4. följd av likvida + frikativa

#### Mutationer
Sindarin har en komplex uppsättning mutationer. Det finns tre primära typer av mutationer: mjuk mutation (lenision), nasal mutation och klusil mutation (ocklusion). Dessutom finns en blandad mutation som förekommer efter vissa partiklar och prepositioner. Slutligen antas det att sindarin också har haft något som kan kallas likvid mutation. Det är osäkert om den fortfarande används i modern sindarin.
| Grund | Mjuk | Nasal | Blandad | Klusil | Likvid |
| ----- | ---- | ----- | ------- | ------ | ------ |
| b     | v    | m     | b       | b      | v      |
| c     | g    | ch    | g       | ch     | ch     |
| d     | dh   | n     | d       | d      | dh     |
| g     | '    | ng    | g       | g      | '      |
| h     | ch   | ch    | h       | ch     | ch     |
| lh    | thl  | 'l    | 'l      | thl    | 'l     |
| m     | v    | m     | m       | m      | v      |
| p     | b    | ph    | b       | b      | ph     |
| rh    | thr  | 'r    | 'r      | thr    | 'r     |
| s     | h    | s     | h       | s      | s      |
| t     | d    | th    | d       | th     | th     |

Apostrof markerar här elision.
Ord som börjar med b, d och g och som härstammar från de äldre mb, nd och ng påverkas annorlunda.
| Grund | Mjuk | Nasal | Blandad | Klusil | Likvid |
| ----- | ---- | ----- | ------- | ------ | ------ |
| b     | m    | mb    | mb      | mb     | b      |
| d     | n    | nd    | nd      | nd     | d      |
| g     | ng   | g     | g       | g      | g      |

Mutationerna utlöses på olika sätt:
- Mjuk mutation, som är den vanligast förekommande, utlöses av bestämd artikel singularis i samt prepositionerna ab, am, adel, be, dad, di, na, nu och î. Den påverkar också det andra ledet i ett sammansatt ord, adjektiv som följer ett substantiv samt objektet till ett verb.
- Nasal mutation utlöses av bestämd artikel pluralis in samt prepositionerna an, dan och 'nin.
- Blandad mutation utlöses av genitivartikeln en och prepositionerna ben, erin, nan, 'nin och uin.
- Klusil mutation utlöses av prepositionerna ed, ned och o(d).
- Likvid mutation utlöses troligtvis av prepositionen or.

### Verb
Också verbsystemet är tämligen komplext. Mängden bekräftade verb är begränsad så kunskapen om systemet är begränsad.
Infinitiv bildas från verbstammar med ändelsen -i. Denna gör att vokalerna a och o ändras till e genom omljud.
För alla personer utom tredje person singularis bildas presens med ändelsen -i följd av pronomenändelse. För tredje person singularis används bara verbstammen.
Bildningen av preteritum är mycket komplex och dåligt känd.
Futurum bildas med ändelsen -tha. Ett i sätts också in mellan stammen och ändelsen vilket ger upphov till att a och o ändras till e genom omljud. För första person singularis ändras ändelsen till -tho.
Imperativ bildas genom ändelsen -o.

### Pronomen
Kunskapen om pronomen i sindarin är ganska begränsad. Delar av det har återskapats baserat på jämförelser med andra alvspråk men dessa är omtvistade.
Sindarin har i viss mån behållit några kasusformer för pronomen.

## Skrift
Huvudartiklar: Cirth, Tengwar.
Sindarin skrevs till en början med certhas, en run-liknande skrift skapad av Daeron, bard åt kung Thingol av Doriath. Till en början var den endast anpassad för att skriva sindarin men efter noldors återkomst till Midgård kom den att utökas så att den även gick att använda för andra språk. Den nya längre runraden fick namnet angerthas.
Med sig hade dock noldor en annan skrift kallad tengwar som skapats av Feanor. Flera olika skrivsätt togs fram för sindarin varav de mest kända är det klassiska skrivsättet och beleriandsk fullskrift. Den mest påtagliga skillnaden mellan dem är att den klassiska skriver ut vokaler med diakritiska tecken, kallade tehtar, medan den beleriandska skriver ut både vokaler och konsonanter med tengwar.
Utanför Tolkiens värld skrivs quenya för det mesta med latinska bokstäver. 

### Klassiskt skrivsätt
|  | t [t]  |  | p [p]  |  | - -         |  | c [k]           |
|  | d [d]  |  | b [b]  |  | - -         |  | g [g]           |
|  | th [θ] |  | f [f]  |  | - -         |  | ch [x]          |
|  | dh [ð] |  | v [v]  |  | - -         |  | -ng [-ŋg]       |
|  | n [n]  |  | m [m]  |  | ñ, n [ŋ, n] |  | ñw, nw [ŋʷ, nʷ] |
|  | r [r]  |  | w [w]  |  | -i [ɪ̯]      |  | - -             |
|  | r [r]  |  | rh [r̥] |  | l [l]       |  | lh [l̥]          |
|  | s [s]  |  | s [s]  |  | ss [s:]     |  | ss [s:]         |
|  | h [h]  |  | hw [ʍ] |  | -e [ɛ̯]      |  | -u [ʊ̯]          |

#### Konsonanter
Det klassiska skrivsättet använder sig i första hand av den första, andra och fjärde serien där de representerar dentaler, labialer respektive velarer. En tehta som ser ut som ett horisontellt streck, alternativt ett tilde, markerar prenasalisering men används också för att markera långt n och m. Andra konsonanter förlängs genom att en likadan tehta placeras undertill. En mer krökt variant används för att markera labialisering. Tillsammans med vokaltecknen betyder det att en tengwa kan kombineras med upp till tre tehtar.
Det finns två olika tengwar för s respektive ss. De högra, på quenya kallade silme nuquerna och esse nuquerna, används då en tehta skrivs ovanför.

#### Vokaler
|  | a [ɑ] |  | e [ɛ] |  | i [i] |  | o [ɔ] |  | u [u] |  | y [y] |

Vokaler skrivs med tehtar som placeras ovanför följande konsonant. Finns det ingen lämplig konsonant så placeras tehtan ovanför telco, en liten vokalbärare. Långa vokaler placeras alltid ovanför ára, en lång vokalbärare (eventuellt kan tehtan istället dubbeltecknas).

#### Diftonger
|  | ai [ɑɪ̯] |  | ei [ɛɪ̯] |  | ui [uɪ̯] |  | ae [ɑɛ̯] |  | oe [ɔɛ̯] |  | au [ɑʊ̯] |

Diftonger skrivs med en kombination av en tehta och en av tre speciella tengwar. Också här uttalas tehtan före tengwan.

### Beleriandsk fullskrift
|  | t [t]    |  | p [p]   |  | c [k]   |  | –      |
|  | d [d]    |  | b [b]   |  | g [g]   |  | –      |
|  | th [θ]   |  | f [f]   |  | ch [x]  |  | –      |
|  | dh [ð]   |  | v [v]   |  | –       |  | –      |
|  | nn [n:]  |  | mm [m:] |  | -ng [ŋ] |  | –      |
|  | n [n]    |  | m [m]   |  | o [ɔ]   |  | w- [w] |
|  | r [r]    |  | rh [r̥]  |  | l [l]   |  | lh [l̥] |
|  | s [s]    |  | y [y]   |  | –       |  | –      |
|  | h [h]    |  | hw [ʍ]  |  | e [ɛ]   |  | u [u]  |
|  | (mh) [ɱ] |  | i [i]   |  | í [i:]  |  | a [ɑ]  |

De tre första serierna används för dentaler, labialer och velarer. Endast ett tecken används i den fjärde serien men de övriga skulle teoretiskt kunna användas för labiovelarer. Nu används istället en tehta för att markera labialisering samt för diftongen au. Långa vokaler markeras med tecco, en tehta som liknar en akut accent. Undantaget är långt i som skrivs med ára. En intressant detalj är att olika tecken används för korta och långa n och m medan långt l dubbeltecknas.

#### Diftonger
|  | ai [ɑɪ̯] |  | oi [ɔɪ̯] |  | ui [uɪ̯] |  | au [ɑʊ̯] |

Diftonger skiljer sig från det klassiska skrivsättet genom att det här är den inledande vokalen som skrivs med tengwa.

## Korpus
Sagan om ringen innehåller några dikter och fraser på sindarin. Exempel är dikten A Elbereth Gilthoniel, inskriptionen på Morias port samt några ramsor som ropas av Gandalf. Den längsta kända texten är Kungabrevet, ett brev från Aragorn till Sam Gamgi, som dock inte publicerades i Sagan om ringen.